# Candidóza

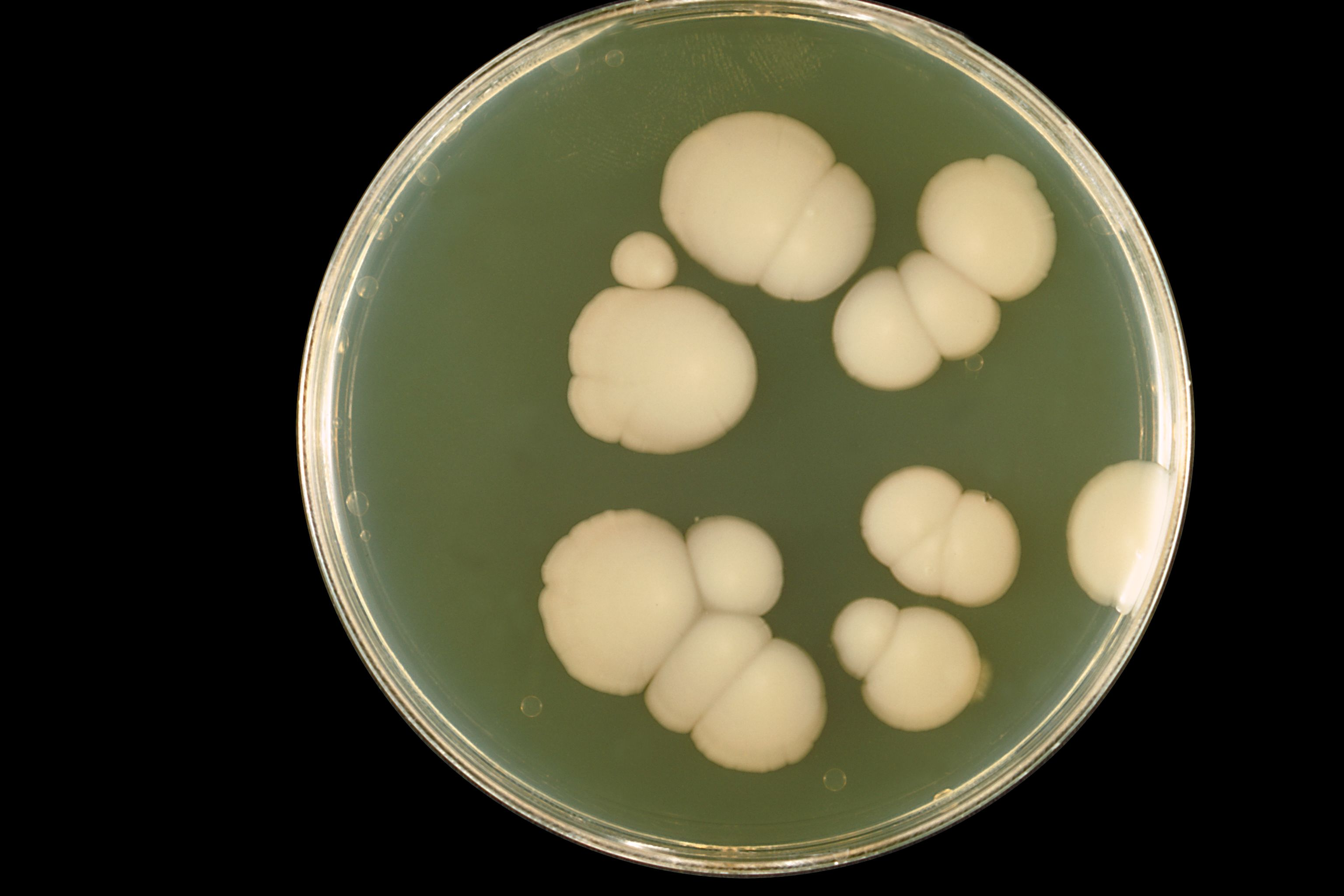
Rostoucí Candida albicans při 20 °C

Candidóza (nebo kandidóza) je kvasinková infekce, jejímž původcem je kvasinka Candida albicans, méně často ostatní druhy rodu Candida, vzácně Candida tropicalis.

## Výskyt
Neškodná v přiměřené míře se nachází v lidském zažívacím traktu a pochvě, kde v normálním stavu soupeří s ostatními mikroorganismy. Vlivem vnějšího zásahu nebo u vnímavých jedinců či při léčbě jiných chorob dochází k jejímu přemnožení a to je možné označit jako patologický stav. Je to vítězství nad ostatní přátelskou mikroflórou oslabenou nebo zdecimovanou při podávání léků, například širokospektrých antibiotik. Kvasinkám se daří ve vlhkém a teplém prostředí. Jsou častým patogenem, který se zabydluje v pohlavním ústrojí. V ženské vagině může způsobovat záněty, následné nepříjemné svědění a bělavý výtok. Náchylnost k přemnožení je dána zvláště střídáním normální pH rovnováhy prostředí z lehce kyselé na zásaditou. Ve vagině narůstající zánět vyústí ve vaginitidu, tedy zánět pochvy.

## Onemocnění
Candidóza oslabuje imunitní systém. Mikroorganizmus může cestovat krevním oběhem do mnoha tělních orgánů. Onemocnění se díky všeobecným příznakům těžko indikuje a je potřeba speciální vyšetření. Kvasinkové infekce mají různé projevy. Na kůži svědění, pálení, malé puchýřky, onemocnění nehtů a další necharakteristické projevy. Pro zažívací trakt je charakteristický zápach z úst, tvorba aftů, povleklý jazyk, potíže při polykání, říhání, nadýmání, nesnášenlivost alkoholu a další. Pro pohlavní ústrojí: bílý výtok z ženských pohlavních orgánů, svědění, u mužů se výtok a svědění dostavují později. Při léčení zažívacího traktu se uplatňuje vedle léků také rozsáhlá dieta, po poradě s lékařem. Při léčení pohlavních orgánů je vhodná sexuální zdrženlivost doplněná ochranou. Rozšíření infekce podporuje nejčastěji nechráněný sex a promiskuita. K průniku kvasinek do trávicího ústrojí může dojít i při praktikování orálního sexu.

### Příbuznost
Častou kvasinkovou infekcí je Pityriasis versicolor (lat. versicolor – strakatý). Jde o rozšíření kvasinky rodu Malassezia furfur nebo také Pityrosporum ovale na povrchu kůže. V akutním stavu tvoří nepatrně zarudlé oválné ostrůvky na kůži, velikosti nejčastěji do 8 mm se slabě odlišnou strukturou. V tomto stavu je infekčně přenosná a někdy provázená nevýrazným svěděním. Po odeznění nákazy zůstanou napadená místa mírně depigmentovaná – světlé skvrnky po dobu několika měsíců, než se pigmentace obnoví. Vzhledem k tomu, že zdrojem nákazy bývá pravděpodobně voda ve společných bazénech, nazývá se také lidově „plovárenská kropenatost", a to zvláště proto, že je na opálené pokožce dobře viditelná. V té době však už nejsou napadená místa infekční. Výskyt choroby lze zaznamenat prakticky ve všech lázeňských zařízeních na světě. Přestože jde více o kosmetický než zdravotní problém, bylo v minulosti léčení dosti obtížné. Používaly se roztoky s obsahem dezinfekcí a síry. Osobní prádlo bylo nutné vyvařovat. I přes značné úsilí nebylo téměř možné se problému zbavit. Zvláštností bylo rovněž to, že z deseti osob, pohybujících se ve stejném prostředí, se nakazily dvě až tři osoby, přitom mnohdy až po dlouhé expozici v řádu roků a jiné téměř ihned podle vnímavosti. Řešení přinesla až moderní farmakologie, např. při orální aplikaci přípravku Nizoral dojde k vyléčení do deseti dnů.